# Пйотрковське воєводство
Пйотрковське воєводство (пол. województwo piotrkowskie) — адміністративно-територіальна одиниця Польщі найвищого рівня, яка існувала у 1975—1998 роках.
Являло собою одну з 49 основних одиниць адміністративного поділу Польщі, які були скасовані в результаті адміністративної реформи Польщі 1998 року.
Займало площу 6266 км². Адміністративним центром воєводства було місто Пйотркув-Трибунальський. Після адміністративної реформи воєводство припинило своє існування і його територія відійшла до Лодзинського та Свентокшиського воєводств.

## Географія
Воєводство було розташовано у центральній частині Польщі, межувало з такими воєводствами: Серадзьке, Лодзинське, Скерневицьке, Радомське, Келецьке та Ченстоховське.
Пьотркувське воєводство лежало на рівнинних територіях південної частини Мазовецько-Підляської низовини, частково північної частини Малопольської височини і на заході частини Великопольської низовини. Основна водна артерія — Пілиця. Інші річки — Варта, Відавка, Вольбурка та Чорна.

## Районні адміністрації
- Районна адміністрація у Белхатуві для гмін: Бельхатув, Длутув, Дружбіце, Клещув, Клюкі, Жонсня, Щерцув, Зелюв та міста Белхатув
- Районна адміністрація в Опочно для гмін: Білачув, Фалкув, Мнішкув, Опочно, Парадиж, Посвентне, Славно та Жарнув
- Районна адміністрація у Пйотркуві-Трибунальському для гмін: Александрув, Чарноцин, Горшковіце, Грабиця, Ленкі-Шляхецькі, Мощениця, Ренчно, Розпша, Сулеюв, Тушин, Воля-Кшиштопорська та Вольбуж та міста Пйотркув-Трибунальський
- Районна адміністрація у Радомську для гмін: Добришице, Гомуніце, Каменськ, Ключевсько, Кобеле-Вельке, Кодромб, Льґота-Велька, Ладзице, Масловіце, Пшедбуж, Радомсько, Сульмежице та Вельґомлини та міста Радомсько
- Районна адміністрація у Томашуві-Мазовецькому для гмін: Бендкув, Будзішевіце, Черневіце, Іновлудз, Колюшкі, Любохня, Рокіцини, Жечиця, Томашув-Мазовецький, Уязд і Желехлінек, а також міста Томашув-Мазовецький.

## Міста
Чисельність населення на 31.12.1998
- Пйотркув-Трибунальський – 81 284
- Томашув-Мазовецький – 69 648
- Белхатув – 60 937
- Радомсько – 51 069
- Опочно – 22 327
- Колюшки – 13 077
- Зелюв – 7 309
- Тушин – 7 195
- Сулеюв – 6 200
- Пшедбуж – 3 600
- Каменськ – 2 500

## Населення
| Рік         | 1975    | 1980    | 1985    | 1990    | 1995    | 1998    |
| Чисельність | 582 800 | 604 200 | 633 100 | 642 600 | 644 200 | 642 200 |